# H. S. Wong

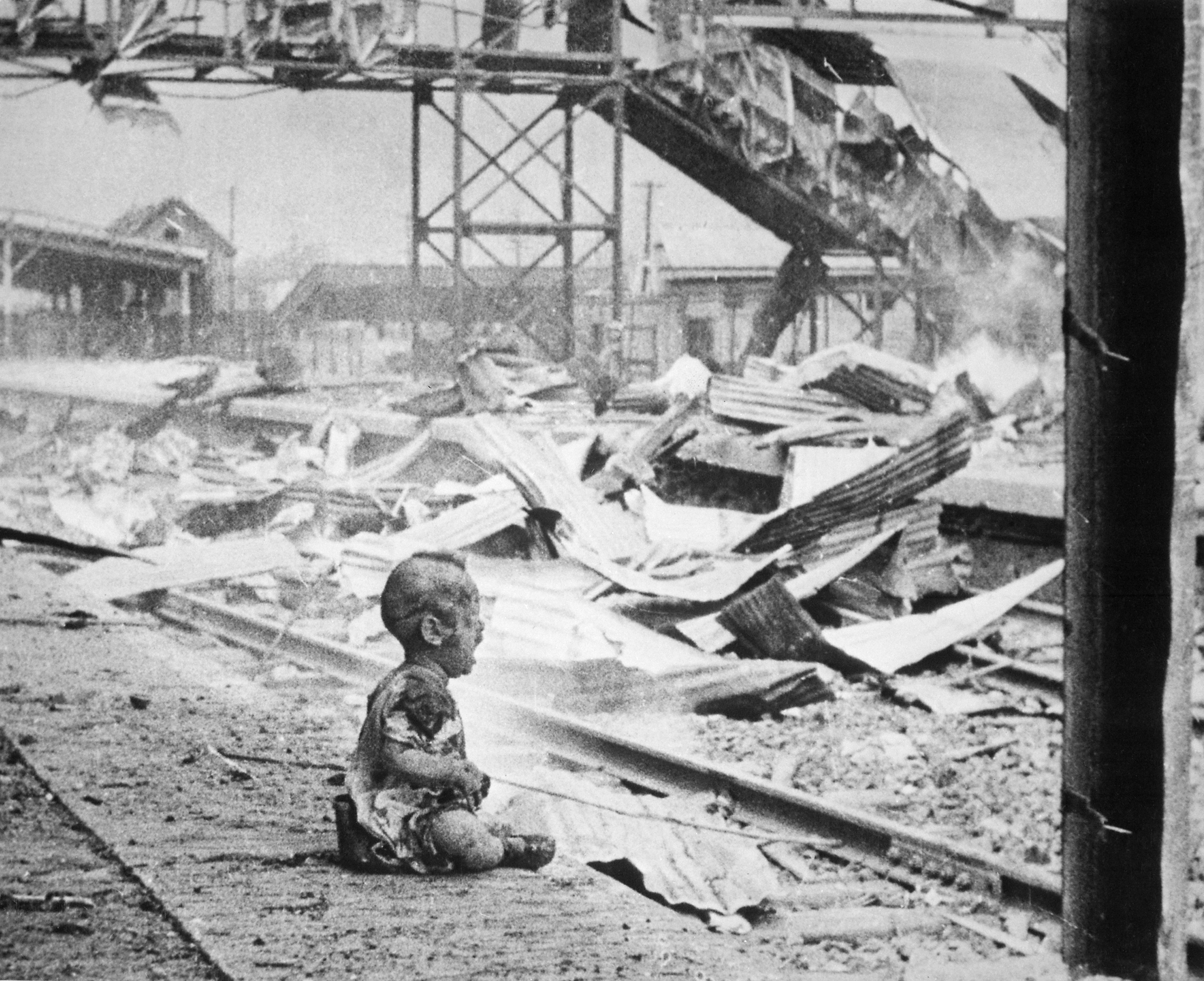
Krvavá sobota, Wongova nejznámější fotografie

H. S. „Newsreel“ Wong (1900 – 9. března 1981) byl čínský fotožurnalista nejznámější díky snímku Krvavá sobota, na kterém zachytil klíčový okamžik druhé čínsko-japonské války.
Wong byl také známý jako Wang Haisheng nebo Wang Xiaoting. Vlastnil obchod s fotoaparáty v Šanghaji. Pro zachycení videa používal kameru Eyemo a pro statické snímky fotoaparát Leica.

## Kariéra
Ve dvacátých a třicátých letech pracoval H. S. Wong v Číně a poskytoval fotografie a filmy pro různé noviny a agentury, jako například Hearst Metrotone News nebo Shanghai News. Wongova nejznámější fotografie Krvavá sobota nebo Šanghajské dítě byla pořízena během bitvy o Šanghaj ve druhé čínsko-japonské válce. Zobrazuje malé dítě, jak sedí a pláče uprostřed bombardovaného Šanghajského nádraží v troskách. Během jednoho roku od zveřejnění fotografii vidělo více než 136 milionů lidí. V roce 2010 byl Wong oceněn jako asijsko-americký novinář společností Asian American Journalists Association.
Wong natočil celou řadu zpravodajských šotů o japonských útocích v Číně, včetně bitvy o Xuzhou v květnu 1938 a leteckých bombových útoků v Guangzhou v červnu. Při pokusech o získání fotografického záběru se často vystavoval nebezpečí, jednou byl vystaven náletu bombardování japonskými letadly. Poté, co se Japonci rozhněvali kvůli dokumentování násilí útoků, vypsala japonská vláda odměnu za jeho hlavu odměnu 50 000 dolarů. V Číně působil pod britskou ochranou, ale pokračující hrozby smrti ze strany japonských nacionalistů ho přinutily se svou rodinou opustit Šanghaj a přesídlit do Hongkongu.
Wong v 70. letech 20. století odešel do Tchaj-peje a zemřel na cukrovku ve svém domě ve věku 81 let 9. března 1981.